# Karel Appel

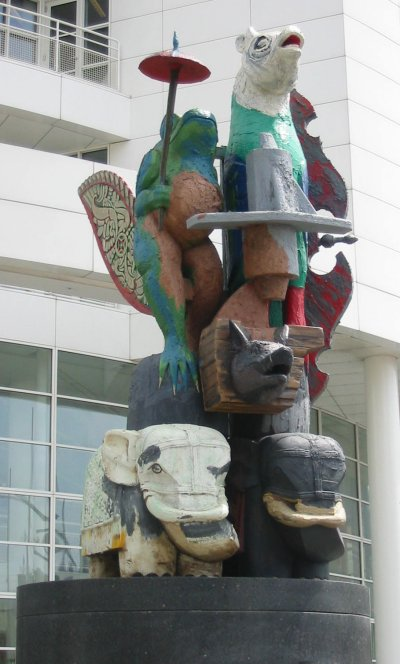
Frog with umbrella, Spui (Haia) - 2001

Christiaan Karel Appel, conhecido como Karel Appel (Amesterdão, 25 de Abril de 1921 — Zurique, 3 de Maio de 2006) foi um pintor, designer, artista gráfico, escritor e escultor neerlandês e co-fundador do grupo CoBrA, em 1948.
Estudou na Rijksakademie van Bee hldende Kunsten (1940-1943), onde se tornou amigo de Guillaume Corneille, seu futuro companheiro no CoBrA.
Appel viveu em Paris, a partir do início da década de 1950; em Nova Iorque, na década seguinte, na Itália e na Suíça, onde faleceu.
Appel pintou também retratos de músicos de jazz e executou vários trabalhos públicos, incluindo um mural na sede da UNESCO em Paris.
Seus primeiros trabalhos lembram a pintura do realista neerlandês George Hendrik Breitner (1857- 1923), porém, já à época da Segunda Guerra Mundial, volta-se para o Expressionismo alemão e principalmente para o trabalho de van Gogh.
Há um ponto de inflexão no estilo de Appel, por volta de 1945, quando encontra inspiração na Escola de Paris, particularmente em Matisse, Jean Dubuffet e Picasso; essa influência, que deverá persistir até 1948, pode ser observada, por exemplo, em uma série de esculturas de gesso dessa época.
A partir de 1947, seu colorido universo pessoal será constituído de seres simples, infantis e animais amistosos, que povoam suas pinturas, desenhos, esculturas de madeira pintada. Seu senso de humor chega ao ápice em grotescas montagens, relevos em madeira e pinturas como Hip, Hip, Hooray (1949) (Galeria Tate de Londres).

## Galeria

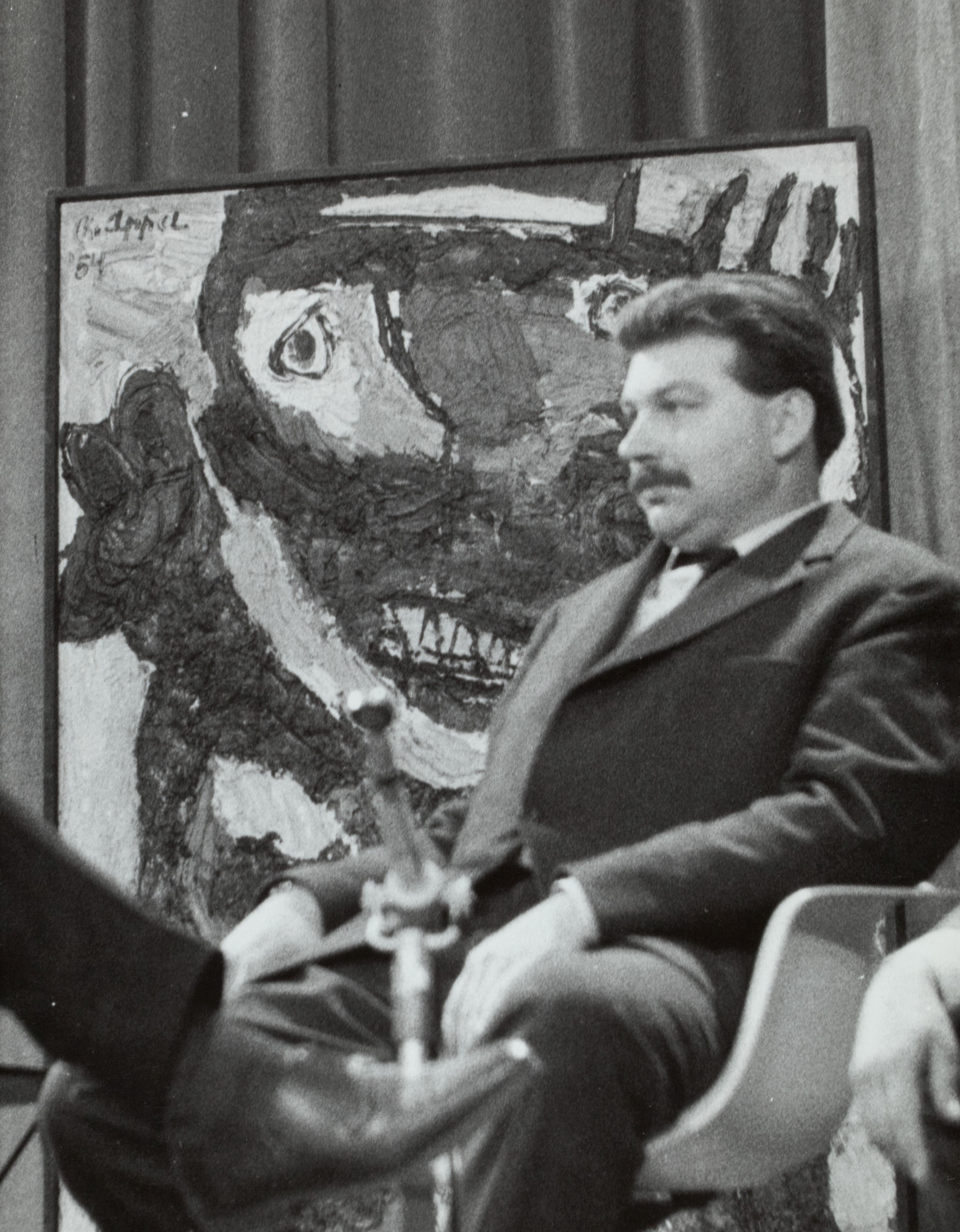
'Retrato de Appel com sua pintura', 1954
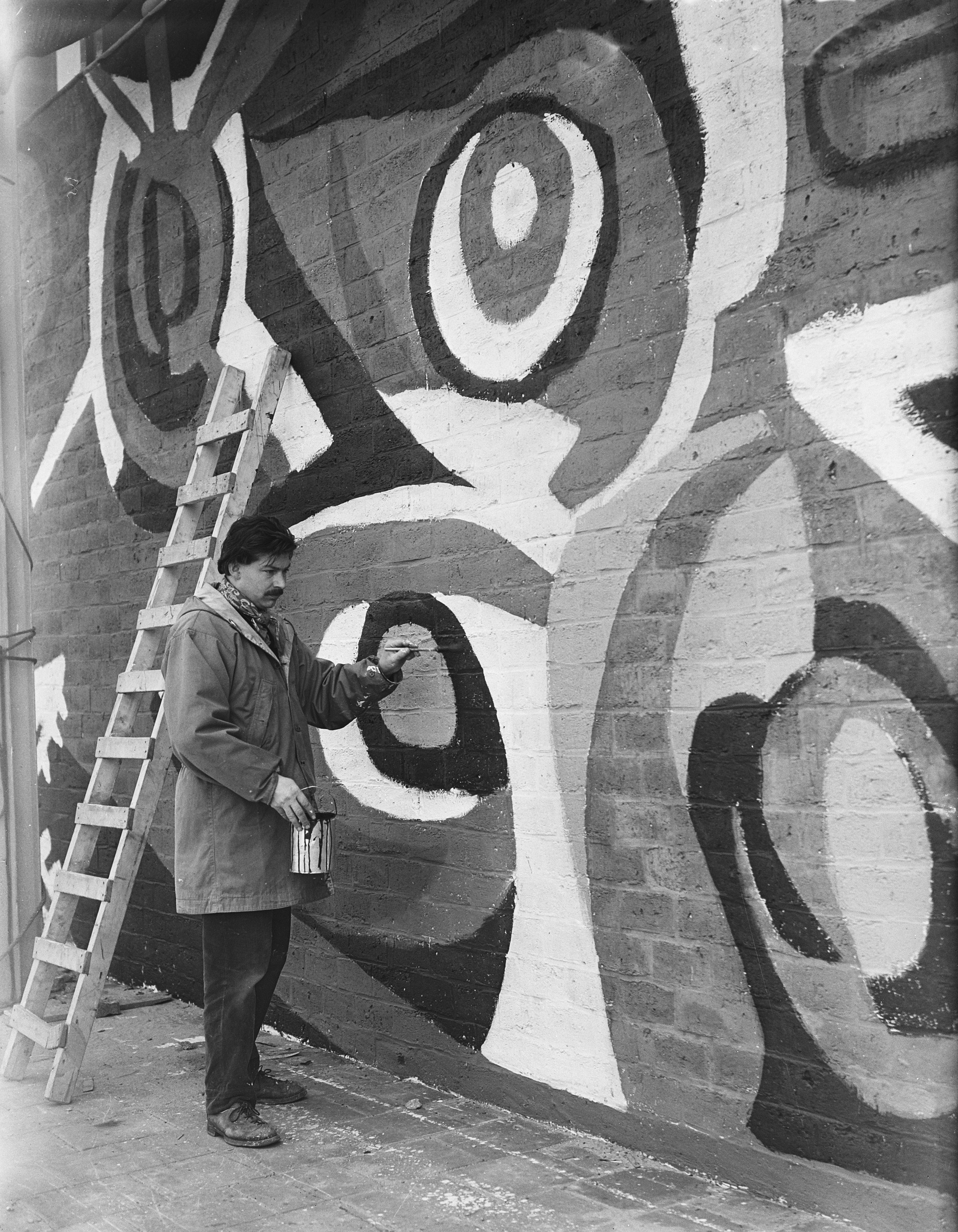
'Karel Appel, fazendo uma pintura de parede em Rotterdam', 1955
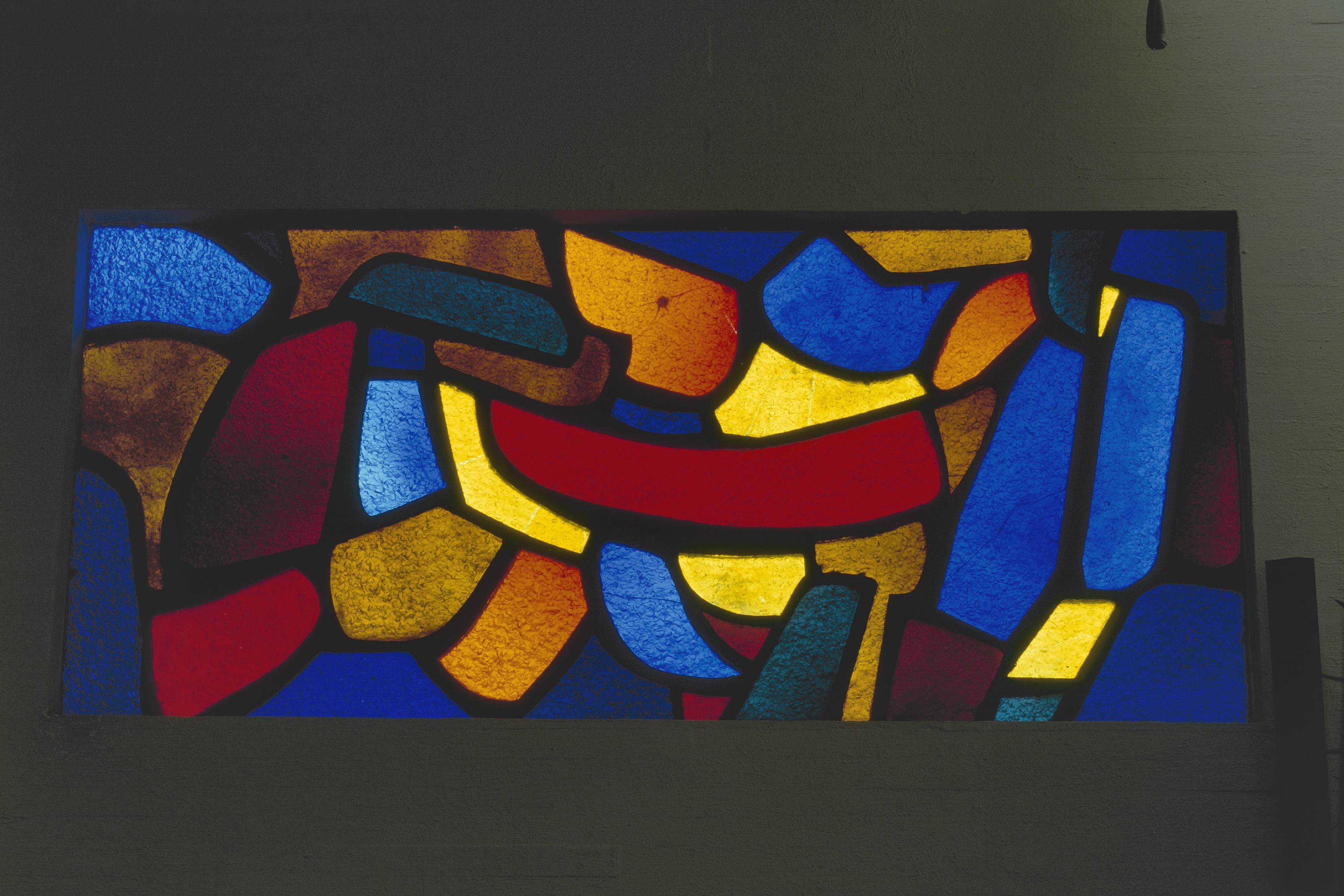
'Window in the Kruiskerk, igreja em Geleen, 1957; vitral colorido
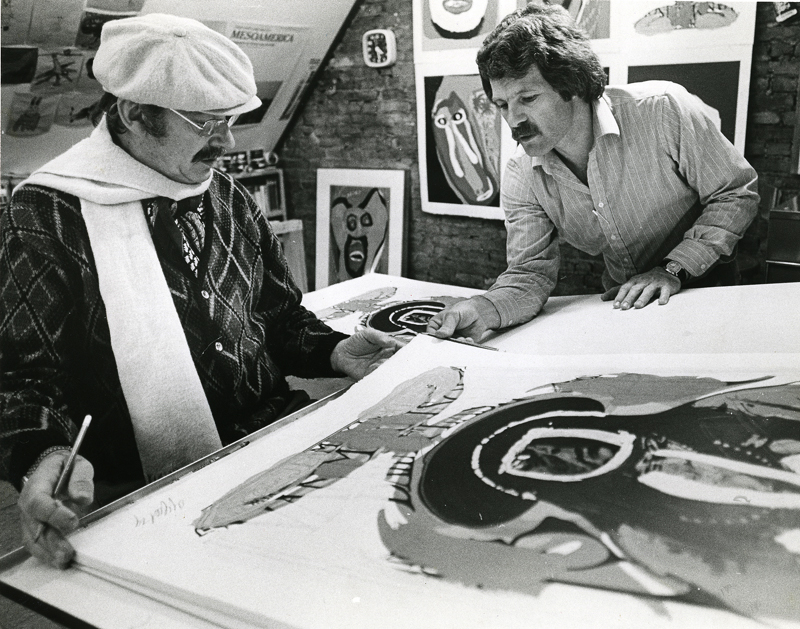
Karel Appel, 1979; assinando suas impressões
'sem título', 1986; serigrafia
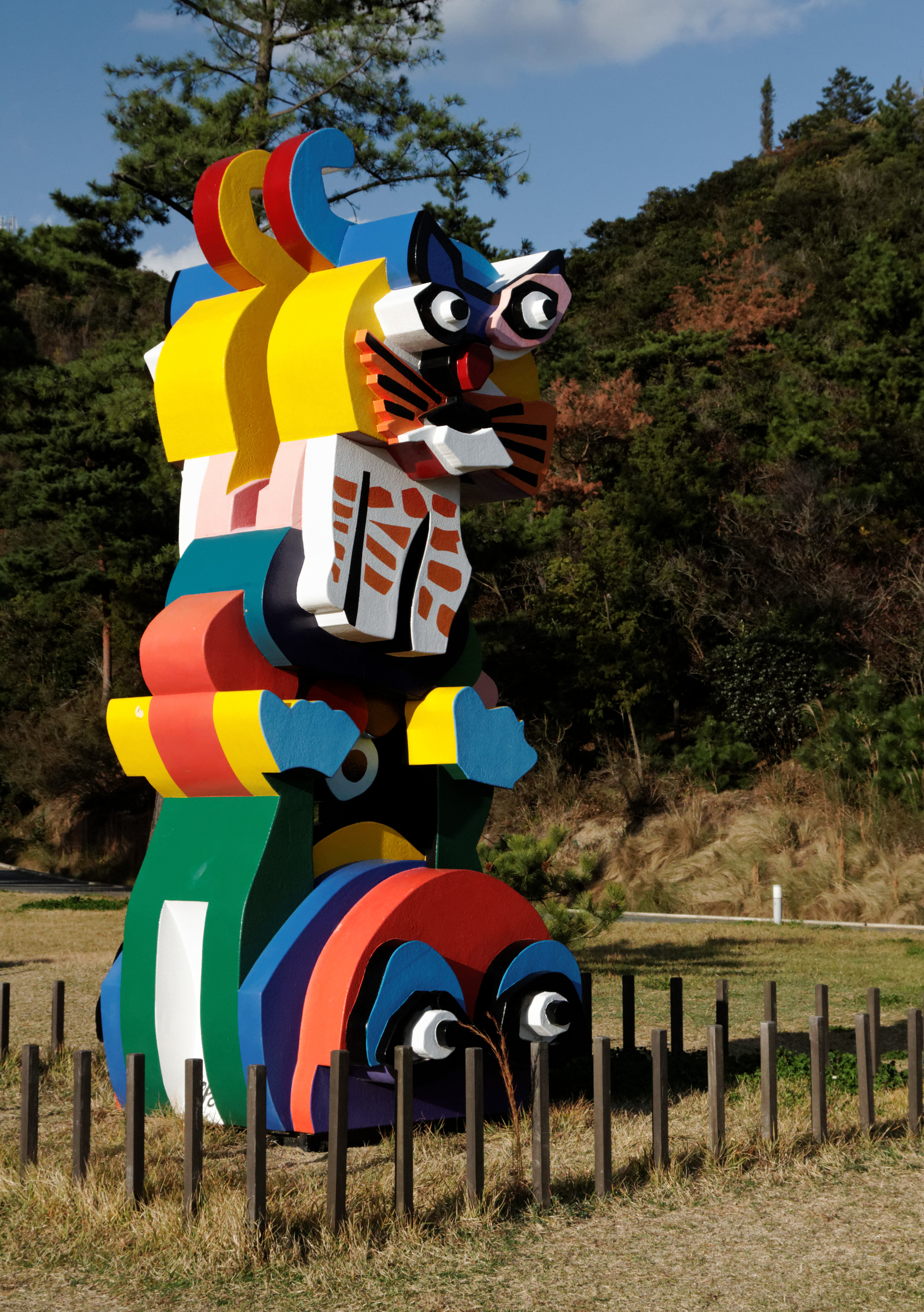
'Frog and Cat', 1990; escultura em Naoshima
'Retrato de Rudi Fuchs', 2005; pintura a óleo e néon

## Obras famosas
- Vrijheidsschreeuw (1948)
- Questioning Children (1949)
- Women, Children, Animals (1951)
- Farmer with blue cap (1975)
- The Discovery (1986)